# 스타☆트윙클 프리큐어
《스타☆트윙클 프리큐어》(일본어: スター☆トゥインクルプリキュア 스타☆투윈쿠루 푸리큐아[*] 영어: Star☆Twinkle Precure)는 도에이 애니메이션 제작의 애니메이션이다. 캐치프라이즈는 우주에 그리자! 나만의 이미지네이션!

## 개요
- 아사히 방송 및 TV 아사히 계열국을 통해 2019년 2월 3일부터 2020년 1월 26일까지 방영되었다.
- 프리큐어 시리즈 통상 16번째 작품이자, 14대 프리큐어에 해당되는 작품이다.
- 테마는 우주, 상상력이다.
- 일본력(日本歷) 기준으로 헤이세이 시대에 방영되는 마지막 프리큐어 작품이기도 하다. 2020년에 방영될 차기 프리큐어 작품은 2019년 5월 1일에 시작되는 레이와 시대로 이어진다.
- 프리큐어 크로스 오버 시리즈 기준으로 2021년에 나올 스타즈 시리즈에서 마지막으로 나오게 될 헤이세이 시대 프리큐어 작품이기도 하다.
- 프리큐어 시리즈 역사상 최초로 외계인 프리큐어가 탄생하게 되었던 작품이며 그녀 또한 프리큐어 최초의 청록색 캐릭터이기도 하다.
- 프리큐어 시리즈 최초로 48화 기준으로 오프닝곡이 생략되었다. 2004년 초대작인 빛의 전사 프리큐어 이후 15년만에 최초로 생긴 사례이다.

## 방송 일시
| 방송 채널                  | 방송일                           | 방송 시간 |
| -------------------------- | -------------------------------- | --------- |
| TV 아사히 계열 아사히 방송 | 2019년 2월 3일 ~ 2020년 1월 26일 | 종료      |

## 등장인물

### 스타☆트윙클 프리큐어
호시나 히카루/큐어 스타(일본어: 星奈 ひかる / キュアスター)
성우 - 나루세 에이미(덴파구미.inc)
색깔 -      분홍색
본 작의 주인공. 4월 12일생. 별자리와 우주를 좋아하는 상상력 풍부하고 호기심 왕성한 중학교 2학년 소녀. 누가 무슨 말을 해도 "좋은 건 좋은 거야!"라고 하는 강한 마음의 소유자. 관심 있는 게 생기면 철저히 파고 들며 직관적으로 행동하는 타입이다. 말버릇은 "키라야밧~☆(キラやば～っ☆)". 분홍색 별의 프리큐어 큐어 스타로 변신한다.
하고로모 라라/큐어 밀키(일본어: 羽衣 ララ / キュアミルキー)
성우 - 코하라 코노미
색깔 -      청록색
사만 행성(호시조라계) 출신의 외계 소녀. 7월 7일생. 지구 나이로는 13살이지만 사만에서는 어른 취급이다. 후와와 프룬스와 함께 로켓을 타고 전설의 전사 프리큐어를 찾으러 여행하던 중, 후와가 어떤 힘을 써 지구로 워프해 왔다. 책임감이 강하고 성실하지만 조금 얼빠진 면도 존재한다. 매력 포인트는 머리에 달린 센서. 말버릇은 "오요?"이며, 말끝에 "~룽"을 붙여 말한다. 청록색 은하수의 프리큐어 큐어 밀키로 변신한다.
아마미야 에레나/큐어 솔레유(일본어: 天宮 えれな / キュアソレイユ)
성우 - 야스노 키요노
색깔 -      노란색(     주황색)
중학교 3학년 소녀. 9월 8일생. 태양처럼 밝고 잘 웃는 성격으로 학교에서 인기가 높아 "미호시 중의 태양"이라는 별명을 갖고 있다. 집은 상가에 있는 '손릿사'라는 꽃집이며 6남매의 장녀로서 바쁜 부모님을 대신해 동생들을 돌 봐 주거나 일손을 도와드리는 일이 많다. 말버릇은 "챠오(Ciao)!" "좋네!". 노란색과 주황색 태양의 프리큐어 큐어 솔레유로 변신한다.
카구야 마도카/큐어 셀레네(일본어: 香久矢 まどか / キュアセレーネ)
성우 - 코마츠 미카코
색깔 -      보라색
에레나와 같은 중학교 3학년. 11월 23일생. 우아하고 성실한 성격의 소녀. 아버지는 정부고위관직, 어머니는 세계적인 피아니스트인 대대로 이어지는 가문의 명문가의 따님으로 피아노와 궁도는 전국대회 우승할 정도의 실력의 소유자이며 화도와 다도의 예법도 갖추고 학교 성적도 톱클래스인 팔방미인이다. 또 모두가 동경하는 학생회장으로 "미호시 중의 달"이라 불린다. 말버릇은 "평안하시기를". 보라색 달의 프리큐어 큐어 셀레네로 변신한다.
유니/큐어 코스모(일본어: ユニ / キュアコスモ)
성우 - 우에사카 스미레
색깔 -                              무지개색(     파란색)
15화부터 등장. 전 우주를 떠들썩하게 한 우주 괴도 블루캣(ブルーキャット)이었다. 처음부터는 프리큐어의 적이었다. 대외적으로는 자주색 머리에 녹색 눈을 지닌 소녀로 우주 최고의 인기 아이돌 '마오(マオ)'로 활동하고 있다. 20화부터는 블루캣의 본래 모습은 고양이형 수인 종족인 '유니(ユニ)'였고, 무지개색과 파란색 우주의 프리큐어 큐어 코스모로 변신한다.

### 요정
후와(フワ)
성우 - 키노 히나
색깔 -      하얀색
프룬스(プルンス)
성우 - 요시노 히로유키
색깔 -      물색

### 노트레이더
다크네스트/뱀주인자리(ダークネスト/へびつかい座)
성우 - 소노자키 미에
가루오거(ガルオウガ)
성우 - 츠루오카 사토시
캇파드(カッパード)
성우 - 호소야 요시마사
텐도(テンジョウ)
성우 - 엔도 아야
아이원(アイワーン)
성우 - 무라카와 리에
바케냥(バケニャーン)
성우 - 우에다 요우지

### 스타 프린세스
양자리(おひつじ座)
성우 - 코지마 사치코
황소자리(おうし座)
성우 - 카와스미 아야코
쌍둥이자리(ふたご座)
성우 - 요리타 나츠
게자리(かに座)
성우 - 나가나와 마리아
사자자리(しし座)
성우 - 요네자와 마도카
처녀자리(おとめ座)
성우 - 우에사카 스미레
천칭자리(てんびん座)
성우 - MAKO
전갈자리(さそり座)
성우 - 엔도 아야
사수자리(いて座)
성우 - 무라카와 리에
염소자리(やぎ座)
성우 - 하야시 마리카
물병자리(みずがめ座)
성우 - 김향리
물고기자리(うお座)
성우 - 네야 미치코

### 특별출연
하나데라 노도카/큐어 그레이스(일본어: 花寺 のどか / キュアグレース)
성우 - 유우키 아오이
차기작인 힐링굿♡ 프리큐어의 주인공. 최종화에서 선행 등장했다.
라떼(일본어: ラテ)
성우 - 시라이시 하루카
차기작인 힐링굿♡ 프리큐어에 등장하는 요정.

## 음악

### 오프닝
- 제목 : 반짝☆스타☆트윙클 프리큐어(キラリ☆彡スター☆トゥインクルプリキュア)
- 노래 : 키타카와 리에
- 작사 : 후지모토 노리코(Nostalgic Orchestra)
- 작곡 : 후지모토 노리코(Nostalgic Orchestra)
- 편곡 : 후쿠토미 마사유키(Nostalgic Orchestra)

### 엔딩1
- 제목 : 빠뻬삐뿌☆로맨틱(パペピプ☆ロマンチック)
- 노래 : 요시타케 치하야
- 작사 : 타카세 아이코
- 작곡 : 타무라 신지
- 편곡 : 쿠사노 요시히로・타무라 신지

### 엔딩2
- 제목 : 가르쳐줘...! 트윙클☆(教えて...!トゥインクル☆)
- 노래 : 요시타케 치하야
- 작사 : MUTEKI DEAD SNAKE
- 작곡 : MUTEKI DEAD SNAKE
- 편곡 : 이쿠타 마신

## 방영 목록
| 화수         | 제목                                                                                      | 방송일           |
| ------------ | ----------------------------------------------------------------------------------------- | ---------------- |
| 01           | ラやば～ ☆宇宙に輝くキュアスター誕生! 키라야바~☆ 우주에 빛나는 큐어 스타 탄생!            | 2019년 2월 3일   |
| 02           | 宇宙からのオトモダチ☆ キュアミルキー誕生! 우주에서 온 친구☆ 큐어 밀키 탄생!               | 2019년 2월 10일  |
| 03           | プリキュア解散!? スタープリンセスの力を探せ☆ 프리큐어 해산!? 스타 프린세스의 힘을 찾아라☆ | 2019년 2월 17일  |
| 04           | チャオ! きらめく笑顔☆キュアソレイユ誕生! Ciao(챠오)! 반짝이는 미소☆ 큐어 솔레유 탄생!     | 2019년 2월 24일  |
| 05           | ヒミツの変身☆ お嬢さまはキュアセレーネ! 비밀의 변신☆ 아가씨는 큐어 셀레네!                | 2019년 3월 3일   |
| 06           | 闇のイマジネーション!? タークペン出現! 어둠의 이매지네이션!? 다크 펜 출현!                | 2019년 3월 10일  |
| 07           | ワクワク! ロケット修理大作戦☆ 두근두근! 로켓 수리 대작전☆                                 | 2019년 3월 17일  |
| 08           | 宇宙へGO☆ ケンネル星はワンダフル! 우주로 GO☆ 켄넬 성은 원더풀!                            | 2019년 3월 24일  |
| 09           | 友情のリング! スタードーナツ☆ 우정의 링! 스타 도너츠☆                                     | 2019년 3월 31일  |
| 10           | キラッキラ☆ 惑星クマリンへようこそ! 반짝반짝☆ 행성 쿠마링에 어서 오세요!                  | 2019년 4월 7일   |
| 11           | 輝け☆ サザンクロスの力! 빛나라☆ 서던크로스의 힘!                                          | 2019년 4월 14일  |
| 12           | さよならララ!? 映画監督は宇宙人☆ 잘 가 라라!? 영화감독은 외계인☆                          | 2019년 4월 21일  |
| 13           | ララのドキドキ初登校☆ 라라의 두근두근 첫 등교☆                                            | 2019년 4월 28일  |
| 14           | 笑顔 de パーティ! 家族のソンリッサ☆ 미소로 파티! 가족의 Sonrisa(손리사)☆                  | 2019년 5월 5일   |
| 15           | お宝争奪! 宇宙怪盗参上☆ 보물 쟁탈! 우주 괴도 등장☆                                        | 2019년 5월 12일  |
| 16           | 目指せ優勝☆ まどかの一矢! 노려라 우승☆ 마도카의 한 발!                                    | 2019년 5월 19일  |
| 17           | 敵? 味方? ブルーキャットの探しモノ☆ 적? 아군? 블루 캣이 찾는 것☆                          | 2019년 5월 26일  |
| 18           | つかめ新連載☆ お母さんのまんが道! 잡아라 신연재☆ 엄마의 만화의 길!                        | 2019년 6월 2일   |
| 19           | 虹の星へ☆ ブルーキャットのヒミツ! 무지개 별로☆ 블루 캣의 비밀!                            | 2019년 6월 9일   |
| 20           | 銀河に光る☆ キュアコスモ誕生! 은하에 빛나라☆ 큐어 코스모 탄생!                            | 2019년 6월 23일  |
| 21           | 虹色のスペクトル☆ キュアコスモの力! 무지갯빛 스펙트럼☆ 큐어 코스모의 힘!                  | 2019년 6월 30일  |
| 22           | おかえり、お父さん! 星奈家の七夕☆ 어서 와요, 아빠! 호시나 가의 칠석☆                      | 2019년 7월 7일   |
| 23           | フワがいっぱい!? フワ☆パニック! 후와가 한가득!? 후와☆패닉!                                | 2019년 7월 14일  |
| 24           | ココロ溶かす! アイスノー星の演奏会☆ 마음을 녹이는! 아이스노우 별의 연주회☆                | 2019년 7월 21일  |
| 25           | 満天の星まつり☆ ユニの思い出 만천의 별 축제☆ 유니의 추억                                  | 2019년 7월 28일  |
| 26           | ナゾの侵入者!? 恐怖のパジャマパーティ☆ 의문의 침입자!? 공포의 파자마 파티☆                | 2019년 8월 4일   |
| 27           | 海の星! 人魚になってスーイスイ☆ 바다의 별! 인어가 되어 쓱쓱☆                              | 2019년 8월 11일  |
| 28           | 燃やせハート! 職人フレアとロケット修理☆ 불태워라 하트! 장인 플레어와 로켓 수리☆           | 2019년 8월 18일  |
| 29           | ただいまルン☆ 惑星サマーンのユウウツ 다녀왔어룽☆ 사만 별의 우울                           | 2019년 8월 25일  |
| 30           | ララの想いと AIのキモチ☆ 라라의 마음과 AI의 마음☆                                         | 2019년 9월 1일   |
| 31           | 守り抜け! 最後のプリンセスのペン☆ 지켜내라! 마지막 프린세스 펜☆                           | 2019년 9월 8일   |
| 32           | 重なる想い☆ 新たなイマジネーションの力 하나 되는 마음☆ 새로운 이매지네이션의 힘           | 2019년 9월 15일  |
| 33           | フワの決意! お手伝い大作戦☆ 후와의 결의! 도우미 대작전☆                                   | 2019년 9월 22일  |
| 34           | つながるキモチ☆ えれなとサボテン星人! 이어지는 마음☆ 에레나와 사보텐 성인!                | 2019년 9월 29일  |
| 35           | ひかるが生徒会長!? キラやば選挙バトル☆ 히카루가 학생회장!? 키라야바 선거 배틀☆            | 2019년 10월 6일  |
| 36           | ブルーキャット再び! 虹色のココロ☆ 블루 캣 다시 등장! 무지갯빛 마음☆                       | 2019년 10월 13일 |
| 37           | UMAで優勝! ハロウィン仮装コンテスト☆ UMA로 우승! 핼러윈 가장 콘테스트☆                    | 2019년 10월 20일 |
| 38           | 輝け! ユニのトゥインクルイマジネーション☆ 빛나라! 유니의 트윙클 이매지네이션☆             | 2019년 10월 27일 |
| 39           | えれな大ピンチ! テンジョウ先生のワナ！ 에레나 대위기! 텐조 선생님의 함정!                 | 2019년 11월 10일 |
| 40           | バレちゃった!? 2年3組の宇宙人☆ 들켜버렸다!? 2학년 3반의 외계인☆                           | 2019년 11월 17일 |
| 41           | 月よ輝け☆ まどかの一歩! 달이여 빛나라☆ 마도카의 첫걸음!                                   | 2019년 11월 24일 |
| 42           | 笑顔の迷い、えれなの迷い。 방황하는 미소, 방황하는 에레나.                                | 2019년 12월 1일  |
| 43           | 笑顔への想い☆ テンジョウVSえれな! 미소를 향한 마음☆ 텐조 VS 에레나!                       | 2019년 12월 8일  |
| 44           | サプラ～イズ☆ サンタさんは宇宙人!? 서프라~이즈☆ 산타는 외계인!?                           | 2019년 12월 15일 |
| 45           | 輝くキラキラ星☆ ひかるのイマジネーション! 빛나는 반짝반짝 별☆ 히카루의 이매지네이션!      | 2019년 12월 22일 |
| 46           | ダークネスト降臨! スターパレスの攻防 다크 네스트 강림! 스타 팰리스의 공방                 | 2020년 1월 5일   |
| 47           | フワを救え! 消えゆく宇宙と大いなる闇！ 후와를 구하라! 사라져가는 우주와 거대한 어둠!      | 2020년 1월 12일  |
| 48           | 想いを重ねて! 闇を照らす希望の星☆ 마음을 합쳐라! 어둠을 비추는 희망의 별☆                 | 2020년 1월 19일  |
| 49[마지막회] | 宇宙に描こう! ワタシだけのイマジネーション☆ 우주에 그리자! 나만의 이매지네이션☆           | 2020년 1월 26일  |

## 극장판
극장판 스타☆트윙클 프리큐어 별의 노래에 마음을 담아서
2019년 10월 19일 공개. 큐어 코스모는 영화 첫 등장이다.

### 크로스 오버 극장판
극장판 프리큐어 미라클 유니버스
2019년 3월 16일 공개.
 프리큐어 미라클 리프 모두에게 이상한 하루
2020년 10월 31일 공개.
나만의 어린이 런치
2022년 9월 23일 공개. 딜리셔스 파티♡프리큐어의 영화 《극장판 딜리셔스 파티♡프리큐어 꿈꾸는♡어린이 런치!》에 동시 공개하는 3DCG 단편 작품이다.
극장판 프리큐어 올스타즈 F
2023년 9월 15일 공개. 프리큐어 20주년 기념작이다.